# Mount Olive, Illinois
Mount Olive là một thành phố thuộc quận Macoupin, tiểu bang Illinois, Hoa Kỳ. Năm 2010, dân số của thành phố này là 2099 người.

## Dân số
Dân số qua các năm:
- Năm 2000: 2150 người.
- Năm 2010: 2099 người.